# Détachement d'armée A (Empire allemand)
Le détachement d'armée A (à l'origine détachement d'armée Falkenhausen) est une unité militaire de l'armée allemande formée créé le 15 septembre 1914 pendant la Première Guerre mondiale. Elle est l'une des trois grandes unités de ce type engagées sur le front ouest jusqu'en 1918 pour protéger la Terre d'Empire d'Alsace-Lorraine.

## Histoire
Le détachement d'armée Falkenhausen est formé le 15 septembre 1914, après la bataille de la Marne et le début de la course à la mer, à partir des éléments restants sur place de la 6e armée  transférée en masse vers le nord, sous le commandement du général réactivé Ludwig von Falkenhausen, précédemment commandant général du corps de remplacement (de), et relevant directement du commandement suprême de l'armée. Il comprend à ce moment-là :
- les anciennes divisions du corps de remplacement (de)
- 1er corps d'armée royal bavarois (transféré dans le nord de la France un peu plus tard)
- Corps Eberhardt
- deux brigades de Landwehr

En outre, la forteresse de Strasbourg lui est subordonnée. Le quartier général se trouve au début à Morhange, plus tard à Metz et à partir de décembre 1914 à Strasbourg. Le détachement d'armée est relié au détachement d'armée Gaede au sud et au détachement de l'armée Strantz au nord. En décembre 1914, Falkenhausen est promu Generaloberst et il se voit également confier la responsabilité des opérations du département d'armée Gaede, ce qui tend de plus en plus les relations entre les deux commandants, Falkenhausen et Hans Gaede. La subordination est à nouveau supprimée en août 1915, sans que cela n'élimine complètement les désaccords. En avril 1916, Falkenhausen est muté au poste de commandant en chef de défense côtière (de), il est remplacé par le général saxon Karl Ludwig d'Elsa et le département d'armée est par la suite rebaptisé "département d'armée A".
En janvier 1917, le général d'Elsa est remplacé par Bruno von Mudra. En mars 1917, dans le cadre de la réorganisation du front occidental, le groupe d'armées duc Albert sous le commandement d'Albert de Wurtemberg devient l'autorité de commandement supérieure du détachement d'armée A. Le dernier changement de commandement du détachement d'armée a lieu en juin 1918, lorsque le général von Mudra est transféré à la 1re armée et que Johannes von Eben lui succède. Après l'Armistice de Compiègne et la Révolution de Novembre en Allemagne, le détachement d'armée est dissous en décembre 1918.

## Commandant suprême
| Grade                                 | Nom                     | Date                                                                      |
| ------------------------------------- | ----------------------- | ------------------------------------------------------------------------- |
| General der Infanterie/ Generaloberst | Ludwig von Falkenhausen | 17 septembre 1914 au 14 avril 1916                                        |
| Sächs. General der Infanterie         | Karl Ludwig d'Elsa      | 17 avril 1916 au 1er janvier 1917                                         |
| General der Infanterie                | Bruno von Mudra         | 4 janvier 1917 au 17 juin 1918                                            |
| General der Infanterie                | Johannes von Eben       | 18 juin au 28 novembre 1918 (jusqu'au 5 août également OB de la 9e armée) |

## Chef d'état-major général
| Grade                 | Nom                               | Date                                  |
| --------------------- | --------------------------------- | ------------------------------------- |
| Oberst/ Generalmajor  | Georg Weidner                     | 17 septembre 1914 au 13 novembre 1916 |
| Sächs. Oberst         | Hans von Eulitz                   | 14 novembre au 27 décembre 1916       |
| Major                 | Robert von Klüber (de)            | 28 décembre 1916 au 10 avril 1917     |
| Major/ Oberstleutnant | Friedrich von Esebeck             | 12 avril 1917 au 17 juin 1918         |
| Major                 | Walter Bronsart von Schellendorff | 17 au 21 juin 1918                    |
| Oberstleutnant        | Robert von Klüber                 | 22 juin au 11 octobre 1918            |
| Oberstleutnant        | Richard von Pawelsz               | 12 octobre au 2 novembre 1918         |
| Sächs. Generalmajor   | Martin von Oldershausen (de)      | 2 novembre 1918 au 31 décembre 1918   |